# Map Ta Phut
Map Ta Phut est un port thaïlandais situé dans la province de Rayong. Le port contient la plus importante zone industrielle du pays, regroupant nombre d'industries lourdes dont une raffinerie de pétrole, un port méthanier, des industries chimiques, etc.